# برج کومریکا بانک

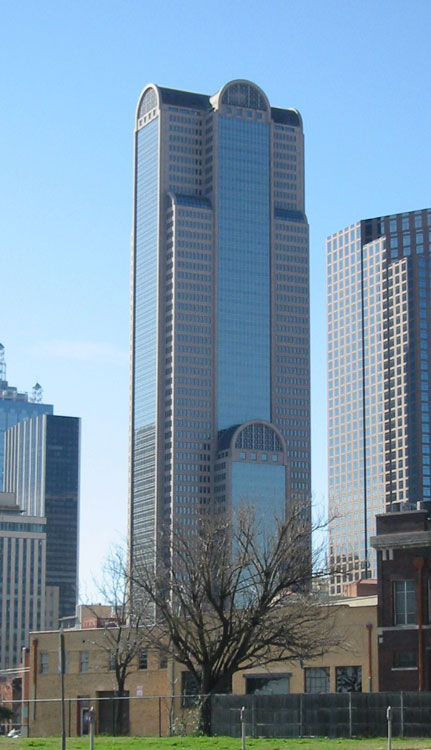

برج کومریکا بانک (به انگلیسی: Comerica Bank Tower) نام یک برج مرتفع در دالاس در تگزاس است.
این برج در ۱۹۸۷ ساخته گردید، و ۲۴۰ متر ارتفاع دارد، که در سال ۲۰۰۹ ششمین برج بلند تگزاس بود.
معماران این برج پست‌مدرنیستی، شرکت اچ‌ک‌اس اینک. و فیلیپ جانسون و جان بورگی هستند.

## مشخصات
این برج در خیابان اصلی ۱۷۱۷ در دالاس در تگزاس قرار دارد و استفاده‌اش اداری/تجاری است. بلندای سقف ۷۸۷۰۱ فوت (۹/۲۳۹ متر) و تعداد طبقات ۶۰ است.
این برج آسمان‌خراشی ۶۰ طبقه و پسانوگرا می‌باشد و سومین آسمان خراش بلند در شهر دالاس است. اگر آنتنها و مخروط برج رنسانس کنار گذاشته شود، برج بانک کومریکا دومین آسمان خراش بلند شهر خواهد بود. این آسمان خراش سابقاً به عنوان «مومنتم پلاس» شناخته می‌شد و برج به عنوان بخش جدید بانک مک کورپ ساخته شد.
ساختن این آسمان خراش در سال ۱۹۸۵ آغاز شد و برج در سال ۱۹۸۷ افتتاح شد. مک کورپ در ابتدا ششصد فوت مربع (۵۶۰۰۰ متر مربع) از فضا را بعد از نقل مکانش از ساختمان بانک ملی تجاری (مرکنتایل) اجاره کرد. در زمان افتتاح، رقابت‌های زیادی برای این آسمان خراش در میان ساختمان‌های دالاس بود. علت این رقابت بحران اقتصادی اواخر دهه ۸۰ و رسوایی صندوق پس‌انداز مسکن بود.
نمای ساختمان متشکل از گرانیت رزا و پنجره‌ها از شیشه‌های رنگی خاکستری می‌باشد. برج شامل تاج در پشت بام خود می‌باشد که درشب می‌درخشد. این برج از یک فرم آسمان خراش سه بخشی سنتی استفاده می‌کند. پنج طبقه اول این آسمان خراش شامل سالن بانکداری و سالن تعویض سهام بزرگی همراه با سقفی قوس دار و نورگیر می‌باشد. ساختمان شامل پارکینگ زیر زمین سه طبقه می‌باشد که به گاراژ خیابان اِلم متصل است و به کاربران فضای پارکی معادل ۱۵۳۰ خودرو می‌دهد.
سمت شرقی ساختمان در کنار میدان کوچک با شبکه‌ای از درختان و نیمکت‌ها می‌باشد که روبروی ساختمان تیچه-گوتینگر قرار دارد. این ساختمان به علت دارا بودن محیط شهری فقیر (ضعف) در سطح خیابان مورد انتقاد قرار دارد. عدم وجود خرده فروشی دیوارهای بلند از گرانیت صیقل داده شده و شیشه‌های کدر و تاریک موجب شده که این ساختمان رعب‌آور به نظر برسد.